# Xanthandrus biguttatus
Xanthandrus biguttatus är en tvåvingeart som beskrevs av Hull 1945. Xanthandrus biguttatus ingår i släktet malblomflugor, och familjen blomflugor. Inga underarter finns listade i Catalogue of Life.